# Il vizio ha le calze nere
Il vizio ha le calze nere è un film italiano del 1975 diretto da Tano Cimarosa.

## Trama
A San Benedetto del Tronto un misterioso assassino uccide giovani e belle donne; l'assassino, intravisto da qualche testimone oculare, ha l'aspetto di una giovane donna vestita di nero. Sul caso è chiamato ad indagare il commissario Lavena che viene coadiuvato nelle indagini dal brigadiere Pantò. La prima vittima, Nelly, risulterà implicata in un vasto traffico di prostituzione gestito dal losco Sandro e che coinvolgeva, fra le altre, anche Leonora, moglie di un facoltoso imprenditore del luogo dagli strani gusti sessuali. Anche una ricca contessa abruzzese, donna perversa e poco raccomandabile con al seguito un figlio violento e tossicodipendente, era nel giro. A cadere nelle mani dell'assassino sono diverse donne fra le quali la giovane e disinibita Emma e Valeria, una delle amanti di Sandro. Il vero movente dell'assassino non è però il denaro, ma solo una cieca gelosia.